# 大森康宏
大森 康宏（おおもり やすひろ、1943年6月18日 - ）は、日本の文化人類学・民俗学者。専攻は映像人類学。国立民族学博物館名誉教授。東京都出身。ヨーロッパ巡礼の民族誌映画制作と文化的背景の比較研究をテーマとしている。

## 経歴
※出典は国立民族学博物館ウェブサイト。
1968年に立教大学経済学部経済学科を卒業する。その後、フランスに留学し、1972年にトゥール大学人文社会学部修士課程を、1974年にパリ第5大学民族学修士課程を、1977年にパリ第10大学民族学博士課程を、それぞれ修了した。フランス滞在中は ヌーヴェルヴァーグの映画作家として知られるジャン・ルーシュに師事した。
帰国後、1976年に国立民族学博物館第3研究部助手となる。以後、第3研究部助教授（1985年）、第5研究部助教授（1991年）を経て、1995年に第5研究部教授に就任した。この間、1989年には総合研究大学院大学の助教授を併任し、こちらでも1995年に教授に昇格している。国立民族学博物館では、1998年に民族文化研究部に移り、2003年に同部長となる。 総合研究大学院大学では2001年に文化科学研究科比較文化学専攻長となった。
2007年に立命館大学映像学部教授・学部長に就任する（2013年3月まで）。2014年に立命館大学映像学部を退職した。

## 主な著作

### 単著
- 『ジプシー・マヌーシュの生活』（ビデオブック エスパ、1996年）
- 『THE UNIVERSE OF HULA－フラの宇宙－』（『HAWAI'I』DVD video パナソニックデジタルコンテンツ株式会社、1998年）
- 『聖地★巡礼―自分探しの旅へ―』（千里文化財団、2007年）

### 編著
- 『映像文化』（ドメス出版、2000年）
- 『進化する映像』CD-ROM付 （千里文化財団、2000年）

### 論文
- 「映像人類学」（『現代のエスプリ 現代の文化人類学2 医療人類学・映像人類学・敎育人類学』祖父江孝男編集 至文堂、1982年 ）
- 「山梨県下福沢の道祖神祭－映画映像による考察」（『祭りは神々のパフォーマンス』梅棹忠夫監修・守屋毅編 力富書房、1987年）
- 「視覚とともに音楽を楽しむ」（『世界民族音楽大系Ⅱ』藤井知昭監修 平凡社、日本ビクター、1988年）
- 「映像表現の民族学」（『人類学とは何か』松原正毅編 日本放送出版協会、1989年）
- 「映像に伴う音の世界」（『二十世紀の音：二十世紀における諸民族文化の伝統と変容 1』櫻井哲男編 ドメス出版、1995年）
- 「ヨーロッパの移動民族・マサーシュの生活空間とフランス」（『ヨーロッパの基層文化』川田順造編 岩波書店、1995年）
- 「大地をかける家馬車」（『住まいをつむぐ』佐藤浩司編 学芸出版社、1998年）
- 「映像としての文化－民族誌映画をめぐって－」（『文化という課題』岩波書店、1998年）
- 「映像人類学 人はじめ」（『映像人類学の冒険』伊藤俊治・港千尋編 せりか書房、1999年） など

### 監修
- 「巡礼・世界の聖地」（毎日放送・開局50周年記念番組）

### その他
- 「世界一受けたい授業（日テレ・2009年12月5日放送）- 「テレビカメラが捉えた地球最後の秘境!?知られざる世界ビックリ儀式」の講師として出演。

## 主な著作
- 国立民族学博物館|名誉教授 大森康宏